# Teorema del hexágono de Pappus

El teorema de Pappus establece que los puntos están sobre una misma recta (la recta de Pappus). El hexágono es.

En matemáticas, el teorema del hexágono de Pappus (atribuido al matemático griego Pappus de Alejandría) afirma que:
| Dados tres puntos distintos {\displaystyle A,B} y {\displaystyle C} alineados en una recta {\displaystyle g} y otros tres puntos distintos {\displaystyle a,b} y {\displaystyle c} alineados en otra recta {\displaystyle h}, los puntos de intersección {\displaystyle X,Y} y {\displaystyle Z} de los pares de rectas {\displaystyle Ab} y {\displaystyle aB}, {\displaystyle Ac} y {\displaystyle aC}, y {\displaystyle Bc} y {\displaystyle bC}, respectivamente, están alineados en la denominada recta de Pappus. Estos tres puntos son los puntos de intersección de los lados "opuestos" del hexágono {\displaystyle AbCaBc}. Pappus de Alejandría |

El teorema es cierto en espacios proyectivos sobre cualquier cuerpo, pero no para planos proyectivos sobre anillos de división.  Los planos proyectivos en los que se satisface el teorema de Pappus se denominan planos pappusianos.

Versión afín del teorema de Pappus: (las intersecciones de los pares de rectas "están alineadas" en la recta del infinito)

Si se restringe el plano proyectivo a un plano afín de forma que la recta de Pappus ({\displaystyle u} en el dibujo) sea la recta del infinito, se obtiene la versión afín del mismo mostrada en el segundo dibujo.
El teorema de Pappus es un caso particular del teorema de Pascal, que afirma lo mismo para cualquier cónica. El teorema de Pappus es el caso límite en que la cónica degenera en un par de rectas. A su vez, el teorema de Pascal es un caso particular del teorema de Cayley-Bacharach.
Por el principio de dualidad en los espacios proyectivos, el teorema de Pappus induce otro teorema cierto en geometría proyectiva: su dual. El dual del teorema de Pappus enuncia que, dadas tres rectas concurrentes {\displaystyle A,B,C} y otras tres rectas concurrentes {\displaystyle a,b,c}, entonces las rectas {\displaystyle x,y,z} definidas por los pares de intersecciones {\displaystyle A\cap b} y {\displaystyle a\cap B}, {\displaystyle A\cap c} y {\displaystyle a\cap C}, y {\displaystyle B\cap c} y {\displaystyle b\cap C} son concurrentes (pasan por un mismo punto).
Es importante en la construcción axiomática de la geometría proyectiva, ya que es un teorema puramente de incidencia —no hace referencia a medidas—, pero se demuestra usando los axiomas de congruencia de segmentos. Además, introducido como axioma permite demostrar todos los teoremas de incidencia conocidos sin tener que introducir axiomas métricos. Gracias a esto, se puede considerar la geometría proyectiva como una geometría puramente de incidencia.

## Demostraciones

### Por reducción a la versión afín
La versión afín del teorema a la que nos referimos es aquella que se obtiene al tomar la recta de Pappus como la recta del infinito. Así, en este caso hay que demostrar que {\displaystyle X,Y,Z} son puntos del infinito, es decir, que {\displaystyle Ab\parallel aB,Bc\parallel bC\Rightarrow Ac\parallel aC}. Si se demuestra la versión afín del teorema, entonces la versión proyectiva queda a su vez demostrada, pues podemos recuperar la configuración proyectiva original ya que la extensión de un plano pappusiano a un plano proyectivo es única. 

Demostración de la versión afín

Por el posible paralelismo en los espacios afines, hace falta distinguir dos casos: {\displaystyle g\parallel h} y {\displaystyle g\not \parallel h}. La clave de la demostración es fijar un sistema de referencia adecuado.
Caso 1: Las rectas {\displaystyle g,h} se intersecan en un punto {\displaystyle S=g\cap h}. 
Fijamos la referencia afín de centro {\displaystyle O=S} y ejes {\displaystyle {\overrightarrow {Oc}}} y {\displaystyle {\overrightarrow {OA}}} (lo es porque por hipótesis {\displaystyle g\not \parallel h}). En esta referencia, tenemos que {\displaystyle S=(0,0),~A=(0,1),~c=(1,0)}. La recta {\displaystyle g} viene dada por la ecuación {\displaystyle x_{1}=0} (la primera coordenada es nula). Por tanto, y por hipótesis de que los puntos son distintos entre sí, tenemos que {\displaystyle B=(0,\gamma ),~C=(0,\delta ),~\gamma ,\delta \notin \{0,1\}}.

Por el paralelismo entre {\displaystyle Bc,bC} tenemos que {\displaystyle b=\left({\tfrac {\delta }{\gamma }},0\right)}, y por el paralelismo entre {\displaystyle Ab,aB} tenemos que {\displaystyle a=(\delta ,0)}. Por tanto, las rectas {\displaystyle Ac,aC} tienen ambas pendiente {\displaystyle -1} y son paralelas.
Caso 2: Las rectas {\displaystyle g,h} son paralelas (no iguales).
Fijamos la referencia afín de centro {\displaystyle O=c} y ejes {\displaystyle {\overrightarrow {Ob}}} y {\displaystyle {\overrightarrow {OA}}} (lo es porque {\displaystyle g,h} son paralelas pero no iguales). En esta referencia, tenemos que {\displaystyle c=(0,0),~b=(1,0),~A=(0,1),~B=(\gamma ,1),\gamma \neq 0}. De los paralelismos entre {\displaystyle Ab,aB} y entre {\displaystyle Bc,bC} se deduce que {\displaystyle C=(\gamma +1,1)} y que {\displaystyle a=(\gamma +1,0)}, y de esto que {\displaystyle Ac\parallel aC}, pues ambas tienen puntos de primera coordenada constante.
Esto termina la demostración del caso afín y, completando este al espacio proyectivo añadiendo la recta del infinito, tenemos la versión proyectiva demostrada. {\displaystyle \quad \square }

### Usandoproyecciones centrales
Cambiamos la notación para que sea acorde al diagrama por el que nos vamos a guiar.
Construimos las intersecciones {\displaystyle O} de las rectas {\displaystyle d} y {\displaystyle d'}, {\displaystyle D} de las rectas {\displaystyle A_{1}B_{2}} y {\displaystyle A_{2}C_{1}} y {\displaystyle E} de las rectas {\displaystyle A_{1}C_{2}} y {\displaystyle C_{1}B_{2}} (siempre existen en un espacio proyectivo). 
Consideramos la proyección central {\displaystyle f} de la recta {\displaystyle A_{1}B_{2}} sobre la recta {\displaystyle d} de centro {\displaystyle A_{2}}. Tenemos las siguientes transformaciones:
- {\displaystyle A_{1}{\overset {f}{\longmapsto }}A_{1}}
- {\displaystyle C\ {\overset {f}{\longmapsto }}B_{1}}
- {\displaystyle D\ {\overset {f}{\longmapsto }}C_{1}}
- {\displaystyle B_{2}{\overset {f}{\longmapsto }}O}

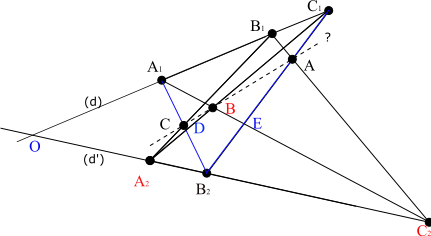
Demostración del teorema

Consideremos ahora la proyección central {\displaystyle g} de la recta {\displaystyle d} sobre la recta {\displaystyle B_{2}C_{1}} de centro {\displaystyle C_{2}}. Tenemos las siguientes transformaciones:
- {\displaystyle A_{1}{\overset {g}{\longmapsto }}E}
- {\displaystyle B_{1}{\overset {g}{\longmapsto }}A}
- {\displaystyle C_{1}{\overset {g}{\longmapsto }}C_{1}}
- {\displaystyle O\ {\overset {g}{\longmapsto }}B_{2}}

Si consideramos la composición {\displaystyle g\circ f} de la recta {\displaystyle A_{1}B_{2}} sobre la recta {\displaystyle B_{2}C_{1}}, tenemos que es una proyectividad por serlo {\displaystyle f} y {\displaystyle g} y transforma los puntos como sigue:
- {\displaystyle A_{1}{\overset {g\circ f}{\longmapsto }}E}
- {\displaystyle C\ {\overset {g\circ f}{\longmapsto }}A}
- {\displaystyle D\ {\overset {g\circ f}{\longmapsto }}C_{1}}
- {\displaystyle B_{2}{\overset {g\circ f}{\longmapsto }}B_{2}}

Consideremos ahora la proyección central {\displaystyle h} de la recta {\displaystyle A_{1}B_{2}} sobre la recta {\displaystyle B_{2}C_{1}} de centro {\displaystyle B}. Observamos que
- {\displaystyle A_{1}{\overset {h}{\longmapsto }}E}
- {\displaystyle D\ {\overset {h}{\longmapsto }}C_{1}}
- {\displaystyle B_{2}{\overset {h}{\longmapsto }}B_{2}}

Es decir, coincide con {\displaystyle g\circ f} en tres puntos (distintos por hipótesis). Sabemos que una proyectividad queda unívocamente determinada por la imagen de una referencia proyectiva; en el caso de rectas, de tres puntos distintos. Tenemos pues que {\displaystyle h=g\circ f}. Por tanto, {\displaystyle C\ {\overset {h}{\longmapsto }}A} y, por definición, como {\displaystyle B} es el centro la proyección, tenemos que {\displaystyle A,B,C} están alineados, que es lo que queríamos demostrar. {\displaystyle \quad \square }

### Usando coordenadas homogéneas

Teorema de Pappus

Tomamos el sistema de referencia {\displaystyle {\mathcal {R}}=\{C,c,X;A\}}, con {\displaystyle A} el punto unidad. Para que sea una referencia hace falta que {\displaystyle C,c,X} no estén alineados. Si lo estuvieran bastaría tomar otra referencia de la misma forma y proceder análogamente. Calculamos las coordenadas (salvo producto por escalar, indicado por los corchetes) de los puntos involucrados:
{\displaystyle C=[(1,0,0)],~c=[(0,1,0)],~X=[(0,0,1)],~A=[(1,1,1)]}
Las rectas {\displaystyle g=AC}, {\displaystyle Ac} y {\displaystyle AX} vienen dadas, respectivamente, por {\displaystyle x_{2}=x_{3},\;x_{1}=x_{3},\;x_{2}=x_{1}}. Podemos tomar, por tanto,
{\displaystyle B=[(p,1,1)],~Y=[(1,q,1)],~b=[(1,1,r)]}
para ciertos escalares {\displaystyle p,q,r}. Las rectas {\displaystyle XB,CY,h=cb} vienen dadas, respectivamente, por {\displaystyle x_{2}=x_{1}q,\;x_{1}=x_{3}p,\;x_{3}=x_{2}r}. Por hipótesis, son concurrentes (en el punto {\displaystyle a}), y lo son si y sólo si {\displaystyle rqp=1}. 
Análogamente, las rectas {\displaystyle Cb,cB,XY} vienen dadas, respectivamente, por {\displaystyle x_{2}=x_{1}q,\;x_{1}=x_{3}p,\;x_{3}=x_{2}r}. Lo que queremos demostrar es que son concurrentes (en el punto {\displaystyle Z}). La condición para que sean concurrentes es que {\displaystyle rpq=1}. Si el producto es conmutativo (que lo es, porque en principio estamos en un cuerpo), hemos acabado, porque ya hemos visto que {\displaystyle rqp=1}. {\displaystyle \quad \square }
Esta demostración muestra que para que el teorema de Pappus sea cierto en un espacio proyectivo sobre un anillo de división es necesario y suficiente que su producto sea conmutativo, es decir, que sea un cuerpo.

### En geometría afín con elteorema de Menelao

Demostración del teorema de Pappus usando el teorema de Menelao.

El teorema de Pappus tiene varias versiones afines que se deducen de la versión proyectiva eligiendo distintas rectas del infinito. En el espacio afín, suponemos, como en la versión proyectiva, que {\displaystyle A_{1},B_{1},C_{1}} y {\displaystyle A_{2},B_{2},C_{2}} son dos tripletes de puntos distintos alineados en dos rectas distintas. Añadimos como condición que {\displaystyle B_{2}C_{1}} y {\displaystyle C_{2}B_{1}} son secantes en {\displaystyle A}, que {\displaystyle A_{2}C_{1}} y {\displaystyle A_{1}C_{2}} son secantes en {\displaystyle B} y que {\displaystyle A_{2}B_{1}} y {\displaystyle A_{1}B_{2}} son secantes en {\displaystyle C}. La versión en que estas rectas son paralelas es la versión afín demostrada en el primer apartado (con la recta de Pappus en el infinito). Por la versión proyectiva del teorema, deducimos que {\displaystyle A,B,C} están alineados.
Sin embargo, añadiendo ciertas condiciones, podemos dar una demostración puramente afín de esta versión a partir del teorema de Menelao. Estas condiciones añadidas son las siguientes: suponemos que {\displaystyle A_{2}B_{1}} y {\displaystyle B_{2}C_{1}} son secantes en {\displaystyle J_{1}}, {\displaystyle B_{2}C_{1}} y {\displaystyle A_{1}C_{2}} son secantes en {\displaystyle L_{1}}, y que {\displaystyle A_{2}B_{1}} y {\displaystyle A_{1}C_{2}} son secantes en {\displaystyle K_{1}}. Si estas condiciones no se satisficieran —si no existiera el triángulo {\displaystyle J_{1}L_{1}K_{1}} (en azul)—, podríamos hacer una demostración análoga con el triángulo {\displaystyle J_{2}K_{2}L_{2}} (en rojo) suponiendo su existencia. Sin la existencia de alguno de estos dos triángulos, la siguiente demostración puramente afín no es válida.
Supongamos pues que podemos definir los puntos {\displaystyle J_{1},L_{1},K_{1}} y, por tanto, definen un triángulo (en azul en la figura). Observamos que
- La recta {\displaystyle A_{1}C_{1}} interseca los tres lados del triángulo en {\displaystyle A_{1},B_{1},C_{1}}.
- La recta {\displaystyle A_{2}C_{2}} interseca los tres lados del triángulo en {\displaystyle A_{2},B_{2},C_{2}}.
- La recta {\displaystyle B_{1}C_{2}} interseca los tres lados del triángulo en {\displaystyle B_{1},A,C_{2}}.
- La recta {\displaystyle A_{2}C_{1}} interseca los tres lados del triángulo en {\displaystyle A_{2},B,C_{1}}.
- La recta {\displaystyle A_{1}B_{2}} interseca los tres lados del triángulo en {\displaystyle A_{1},C,B_{2}}.

Por el teorema de Menelao, estas alineaciones se traducen en las siguientes igualdades:
{\displaystyle {\frac {\overline {A_{1}K_{1}}}{\overline {A_{1}L_{1}}}}\times {\frac {\overline {B_{1}J_{1}}}{\overline {B_{1}K_{1}}}}\times {\frac {\overline {C_{1}L_{1}}}{\overline {C_{1}J_{1}}}}=1}
{\displaystyle {\frac {\overline {A_{2}J_{1}}}{\overline {A_{2}K_{1}}}}\times {\frac {\overline {B_{2}L_{1}}}{\overline {B_{2}J_{1}}}}\times {\frac {\overline {C_{2}K_{1}}}{\overline {C_{2}L_{1}}}}=1}
{\displaystyle {\frac {\overline {B_{1}K_{1}}}{\overline {B_{1}J_{1}}}}\times {\frac {\overline {AJ_{1}}}{\overline {AL_{1}}}}\times {\frac {\overline {C_{2}L_{1}}}{\overline {C_{2}K_{1}}}}=1}
{\displaystyle {\frac {\overline {A_{2}K_{1}}}{\overline {A_{2}J_{1}}}}\times {\frac {\overline {BL_{1}}}{\overline {BK_{1}}}}\times {\frac {\overline {C_{1}J_{1}}}{\overline {C_{1}L_{1}}}}=1}
{\displaystyle {\frac {\overline {A_{1}L_{1}}}{\overline {A_{1}K_{1}}}}\times {\frac {\overline {CK_{1}}}{\overline {CJ_{1}}}}\times {\frac {\overline {B_{2}J_{1}}}{\overline {B_{2}L_{1}}}}=1}
Multiplicando estas igualdades, el miembro izquierdo se simplifica y queda
{\displaystyle {\frac {\overline {AJ_{1}}}{\overline {AL_{1}}}}\times {\frac {\overline {BL_{1}}}{\overline {BK_{1}}}}\times {\frac {\overline {CK_{1}}}{\overline {CJ_{1}}}}=1}
lo que, por el sentido inverso del teorema de Menelao, que {\displaystyle A,B,C} están alineados, que es lo queríamos demostrar. {\displaystyle \quad \square }

## Teorema dual
Por el principio de dualidad, el dual del teorema de Pappus también es cierto:
Dados dos puntos distintos {\displaystyle G,H}, tres rectas {\displaystyle A,B,C} concurrentes en {\displaystyle G} y tres rectas {\displaystyle a,b,c} concurrentes en {\displaystyle H}, las rectas
{\displaystyle X:=(A\cap b)\lor (a\cap B),}
{\displaystyle Y:=(c\cap A)\lor (C\cap a),}
{\displaystyle Z:=(b\cap C)\lor (B\cap c)}
son concurrentes: tienen un punto {\displaystyle U} en común. 

El diagrama de la izquierda muestra la versión proyectiva; el de la derecha, una afín, con {\displaystyle G,H} en el infinito.

Teorema dual: forma proyectiva
Teorema dual: forma afín